# Инвуд (Западна Вирџинија)
Инвуд (енгл. Inwood) насељено је место без административног статуса у америчкој савезној држави Западна Вирџинија.

## Демографија
По попису из 2010. године број становника је 2.954, што је 870 (41,7%) становника више него 2000. године.
| Група             | 2000.         | 2010.         |
| Белци             | 1.951 (93,6%) | 2.565 (86,8%) |
| Афроамериканци    | 55 (2,6%)     | 157 (5,3%)    |
| Азијати           | 20 (1,0%)     | 41 (1,4%)     |
| Хиспаноамериканци | 27 (1,3%)     | 102 (3,5%)    |
| Укупно            | 2.084         | 2.954         |